# Jotunheimvegen

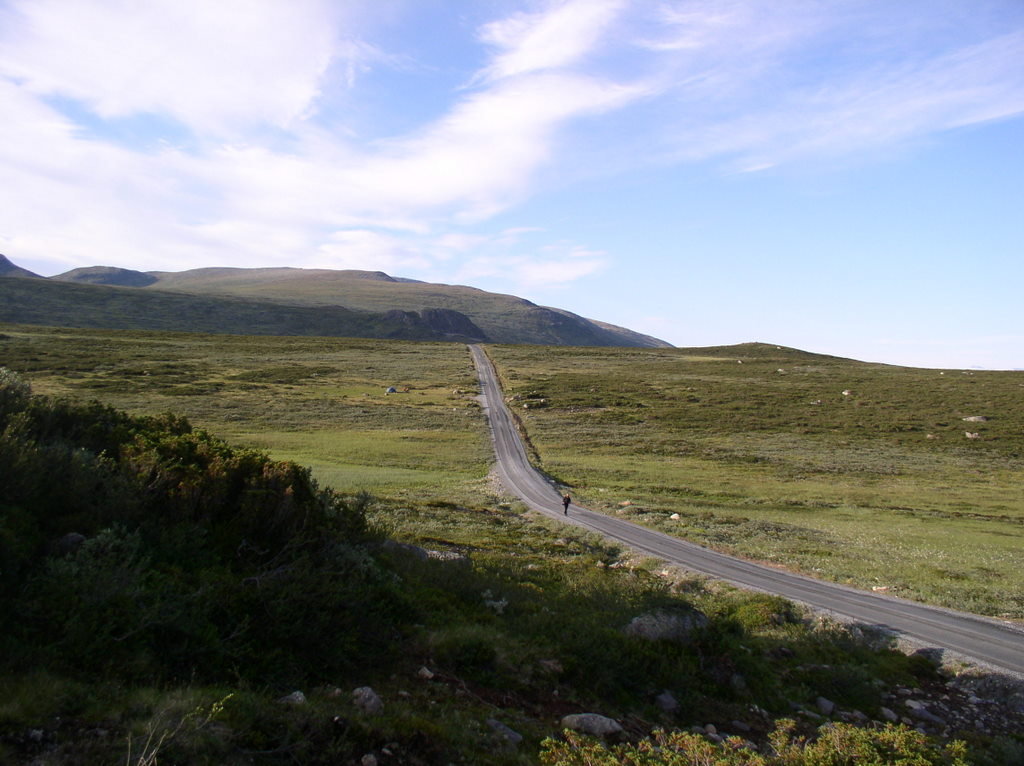
Jotunheimvegen

De Jotunheimvegen is een 45 kilometer lange particuliere tolweg door het gebied Jotunheimen in de provincie Innlandet in Noorwegen. Zij loopt van Skåbu naar Slangen langs de meren Sandvatnet en Vinstri tot provinciale weg Fylkesvei 51.
De weg is alleen in de zomer geopend. De weg wordt eind juni opengesteld en weer gesloten als het definitief gaat sneeuwen, meestal in oktober.
Aansluitend ligt de bekende weg Peer Gyntweg richting Lillehammer. In de omgeving ligt het nationaal park Ormtjernkampen.